# Municipio de Washington (condado de Jackson, Indiana)
El municipio de Washington (en inglés: Washington Township) es un municipio ubicado en el condado de Jackson en el estado estadounidense de Indiana. En el año 2010 tenía una población de 1122 habitantes y una densidad poblacional de 12,08 personas por km².

## Geografía
El municipio de Washington se encuentra ubicado en las coordenadas 38°52′11″N 85°54′5″O / 38.86972, -85.90139. Según la Oficina del Censo de los Estados Unidos, el municipio tiene una superficie total de 92.91 km², de la cual 92,87 km² corresponden a tierra firme y (0,03 %) 0,03 km² es agua.

## Demografía
Según el censo de 2010, había 1122 personas residiendo en el municipio de Washington. La densidad de población era de 12,08 hab./km². De los 1122 habitantes, el municipio de Washington estaba compuesto por el 96,17 % blancos, el 0,45 % eran afroamericanos, el 0,09 % eran amerindios, el 0,98 % eran asiáticos, el 1,34 % eran de otras razas y el 0,98 % eran de una mezcla de razas. Del total de la población el 1,96 % eran hispanos o latinos de cualquier raza.